# Arina obscura
Arina obscura är en tvåvingeart som först beskrevs av Robineau-desvoidy 1830.  Arina obscura ingår i släktet Arina och familjen kärrflugor.
Artens utbredningsområde är Frankrike. Inga underarter finns listade i Catalogue of Life.